# Copsychus superciliaris
Copsychus superciliaris là một loài chim trong họ Muscicapidae.